# Zaborowice (województwo wielkopolskie)
Zaborowice (niem. Saborwitz, 1936–1945 Waffendorf) – wieś w Polsce położona w województwie wielkopolskim, w powiecie rawickim, w gminie Bojanowo.
Wieś śląska. W latach 1973–1976 w gminie Czernina. W latach 1975–1998 miejscowość należała administracyjnie do województwa leszczyńskiego.